# 이재창
이재창(李在昌, 1936년 10월 25일~)는 대한민국의 정치인이다. 제15·16·17대 국회의원을 지냈으며 관선 인천직할시장과 경기도지사를 지냈다.

## 학력
- 교하초등학교 졸업
- 문산중학교 졸업
- 경복고등학교 졸업
- 서울대학교 법학 학사
- 한양대학교 행정자치대학원 도시행정학 석사

## 경력
- 1965 : 행정고시 합격
- 1965 ~ 1967 : 인천시 기획실장,공보실장
- 1967 ~ 1971 : 경기도 법무담당관,문화공보실장,사회과장
- 1971 ~ 1974 : 경기도 기획담당관,평택군수,농정국장(서기관)
- 1974 ~ 1979 : 내무부 법무관,새마을교육과장,지방기획과장,재정과장,행정과장
- 1979 ~ 1980 : 내무부 교수부장,새마을담당관,감사관(부이사관)
- 1980.09.19 : 경기도 부지사(이사관)
- 1983.01.01 : 전라남도 부지사
- 1983.03.10 : 내무부 지방행정국장/민방위본부장(84. 10 관리관)
- 1987.05.30 : 제25대 인천직할시장((1987. 5. 30 ~ 1989. 7. 20)
- 1989.07 : 환경청장
- 1990.01 : 교통부차관
- 1990.06.21 : 제23대 경기도지사((1990. 6. 21 ~ 1992. 4. 20)
- 1992.06 : 환경처장관
- 1994 ~ 1995 : 충남대,한양대법대 강사(환경법,지방행정)
- 2009.03.20 ~ 2013.03.31 : 새마을운동중앙회 회장
- 자유한국당 경기도당 원로고문
- 국민의힘 경기도당 원로고문
- 대한민국헌정회 정책연구위원회 분과위원회 행정안전위원장
- 대한민국헌정회 행정안전위원회 위원장
- 2025년 5월 ~ 2025년 6월: 제21대 대통령 선거 국민의힘 김문수 대통령 후보 경기 선거대책위원회 상임고문

## 국회의정활동
- 1996년 5월 30일 ~ 2008년 5월 30일 : 제15.16.17대 국회의원 역임(경기 파주시)
- 국회 건설교통위원회,예산결산특별위원회 위원
- 국회 정무위원회 위원장,건교위,예결위,재정경제위원회 위원
- 국회 행정자치위원회,예산결산특별위원회,건설교통위원회 위원
- 한나라당 인사위원장,전국위원회 의장

## 상훈
- 홍조근정훈장,황조근정훈장,청조근정훈장
- 2000년 : 밝은정치시민연합 새천년 밝은정치인상
- 2003년 : 제1회 율곡대상

## 역대 선거 결과
|  | 40.66% |

|  | 37.20% |

|  | 47.01% |

## 같이 보기
- 파주시 (선거구)
- 파주시의 국회의원
- 경기도지사
- 인천광역시장
- 대한민국의 국토교통부 차관
- 대한민국의 환경부 장관